# Буги-Харьков
Буги-Харьков — студийный альбом Сергея Чигракова («Чижа»), записанный с участием музыкантов группы «Разные люди» в 1991 году. Входит в дискографии обоих исполнителей.
Записан в марте — апреле 1991 года в Киеве на студии «Аудио-Украина». Звукорежиссёр — Владимир Замараев.
Песня «Мне не хватает свободы» посвящена Александру Чернецкому. Другая же композиция – «Предпоследняя политика» – посвящена Алексею Хрынову.
В 1996 году официально выпущен на CD ограниченным тиражом. Затем повторно выпущен в 1997 году. Позже альбом переиздавался ещё трижды – в 2000 году, в 2014 году в рамках антологии Александра Чернецкого и «Разных людей» «Чёрный ворон, я не твой» и в 2018 году на виниловой пластинке.

## История
К моменту записи альбома основной лидер «Разных людей» Александр Чернецкий был тяжело болен и не мог самостоятельно передвигаться, в результате чего его место временно занял Сергей Чиграков. В поддержку Чернецкого советские рок-музыканты обьявили сбор средств на операцию и провели серию концертов.
Репертуар пластинки составили песни Чигракова, в основном исполнявшиеся им ещё в рамках его дзержинской группы «ГПД». Аранжировки были сделаны Павлом Михайленко и Олегом Клименко, при этом с Чижом не было согласовано ни одной детали, что вызвало во время записи ряд конфликтов.
Альбом планировали выпускать на грампластинке, однако вовремя он выпущен не был, так как мастер-лента была отправлена в Болгарию и впоследствии считалась утерянной.
Заглавная песня альбома считается автобиографической, так как в ней описаны основные факты тогдашней жизни Сергея Чигракова - работа вахтёром в студенческом общежитии, съём квартиры, где ранее проживал вокалист группы «Облачный край» Олег Рауткин, репетиции в клубе ХАИ, дружба с местными музыкантами, встречи в кафе «Сквозняк» (аналог ленинградского «Сайгона») и др.

## Песни
Автор песен — Сергей Чиграков, кроме отмеченного:
1. Буги-Харьков (4:03)
2. Я не хочу (3:45)
3. Хочу чаю (3:32)
4. Дорогуша (5:24)
5. Глазами и душой (4:07)
6. Моя перестройка, мама (5:35)
7. Куры-гуси (3:25)
8. В старинном городе Обломове (Сергей Чиграков, Михаил Климешов) (3:41)
9. Мне не хватает свободы (5:04)
10. Предпоследняя политика (2:51)
11. Ассоль (4:30)

бонус-треки
1. Отчизна (5:54)
2. Сен Симилья (6:09)
3. Ливень (3:27)
4. Ангел (5:46)

## Музыканты
- Сергей Чиграков — вокал, эл. и ак. гитары, рояль, аккордеон.
- Павел Михайленко — бас, вокал, бэк-вокал.
- Олег Клименко — гитара, бэк-вокал.
- Алексей Сечкин — ударные, бэк-вокал.
- Александр Чернецкий — вокал